# Пішов — повернувся ефект
Ефект пішов — повернувся — ідея в шаховій композиції кооперативного жанру. Суть ідеї — фігура повертається на поле, яке вона раніше звільнила.

## Історія
Ця ідея зустрічається в задачах на зорі розвитку шахової композиції.
В розв'язку задачі на кооперативний мат, тематична фігура покидає тематичне поле. В подальшому тематична фігура повертається на тематичне поле.
Оскільки тематична фігура іде з певного поля, а потім повертається на це поле, ідея дістала назву — ефект пішов — повернувся, багатьох виданнях описано як — повернення. Ця ідея може бути складовою де-яких тем.
|   | a | b | c | d | e | f | g | h |   |
| 8 | h7 білий слон · g5 чорний пішак · f4 чорний король · c3 чорний пішак · e3 чорний пішак · e1 білий король · h1 біла тура | h7 білий слон · g5 чорний пішак · f4 чорний король · c3 чорний пішак · e3 чорний пішак · e1 білий король · h1 біла тура | h7 білий слон · g5 чорний пішак · f4 чорний король · c3 чорний пішак · e3 чорний пішак · e1 білий король · h1 біла тура | h7 білий слон · g5 чорний пішак · f4 чорний король · c3 чорний пішак · e3 чорний пішак · e1 білий король · h1 біла тура | h7 білий слон · g5 чорний пішак · f4 чорний король · c3 чорний пішак · e3 чорний пішак · e1 білий король · h1 біла тура | h7 білий слон · g5 чорний пішак · f4 чорний король · c3 чорний пішак · e3 чорний пішак · e1 білий король · h1 біла тура | h7 білий слон · g5 чорний пішак · f4 чорний король · c3 чорний пішак · e3 чорний пішак · e1 білий король · h1 біла тура | h7 білий слон · g5 чорний пішак · f4 чорний король · c3 чорний пішак · e3 чорний пішак · e1 білий король · h1 біла тура | 8 |
| 7 | h7 білий слон · g5 чорний пішак · f4 чорний король · c3 чорний пішак · e3 чорний пішак · e1 білий король · h1 біла тура | h7 білий слон · g5 чорний пішак · f4 чорний король · c3 чорний пішак · e3 чорний пішак · e1 білий король · h1 біла тура | h7 білий слон · g5 чорний пішак · f4 чорний король · c3 чорний пішак · e3 чорний пішак · e1 білий король · h1 біла тура | h7 білий слон · g5 чорний пішак · f4 чорний король · c3 чорний пішак · e3 чорний пішак · e1 білий король · h1 біла тура | h7 білий слон · g5 чорний пішак · f4 чорний король · c3 чорний пішак · e3 чорний пішак · e1 білий король · h1 біла тура | h7 білий слон · g5 чорний пішак · f4 чорний король · c3 чорний пішак · e3 чорний пішак · e1 білий король · h1 біла тура | h7 білий слон · g5 чорний пішак · f4 чорний король · c3 чорний пішак · e3 чорний пішак · e1 білий король · h1 біла тура | h7 білий слон · g5 чорний пішак · f4 чорний король · c3 чорний пішак · e3 чорний пішак · e1 білий король · h1 біла тура | 7 |
| 6 | h7 білий слон · g5 чорний пішак · f4 чорний король · c3 чорний пішак · e3 чорний пішак · e1 білий король · h1 біла тура | h7 білий слон · g5 чорний пішак · f4 чорний король · c3 чорний пішак · e3 чорний пішак · e1 білий король · h1 біла тура | h7 білий слон · g5 чорний пішак · f4 чорний король · c3 чорний пішак · e3 чорний пішак · e1 білий король · h1 біла тура | h7 білий слон · g5 чорний пішак · f4 чорний король · c3 чорний пішак · e3 чорний пішак · e1 білий король · h1 біла тура | h7 білий слон · g5 чорний пішак · f4 чорний король · c3 чорний пішак · e3 чорний пішак · e1 білий король · h1 біла тура | h7 білий слон · g5 чорний пішак · f4 чорний король · c3 чорний пішак · e3 чорний пішак · e1 білий король · h1 біла тура | h7 білий слон · g5 чорний пішак · f4 чорний король · c3 чорний пішак · e3 чорний пішак · e1 білий король · h1 біла тура | h7 білий слон · g5 чорний пішак · f4 чорний король · c3 чорний пішак · e3 чорний пішак · e1 білий король · h1 біла тура | 6 |
| 5 | h7 білий слон · g5 чорний пішак · f4 чорний король · c3 чорний пішак · e3 чорний пішак · e1 білий король · h1 біла тура | h7 білий слон · g5 чорний пішак · f4 чорний король · c3 чорний пішак · e3 чорний пішак · e1 білий король · h1 біла тура | h7 білий слон · g5 чорний пішак · f4 чорний король · c3 чорний пішак · e3 чорний пішак · e1 білий король · h1 біла тура | h7 білий слон · g5 чорний пішак · f4 чорний король · c3 чорний пішак · e3 чорний пішак · e1 білий король · h1 біла тура | h7 білий слон · g5 чорний пішак · f4 чорний король · c3 чорний пішак · e3 чорний пішак · e1 білий король · h1 біла тура | h7 білий слон · g5 чорний пішак · f4 чорний король · c3 чорний пішак · e3 чорний пішак · e1 білий король · h1 біла тура | h7 білий слон · g5 чорний пішак · f4 чорний король · c3 чорний пішак · e3 чорний пішак · e1 білий король · h1 біла тура | h7 білий слон · g5 чорний пішак · f4 чорний король · c3 чорний пішак · e3 чорний пішак · e1 білий король · h1 біла тура | 5 |
| 4 | h7 білий слон · g5 чорний пішак · f4 чорний король · c3 чорний пішак · e3 чорний пішак · e1 білий король · h1 біла тура | h7 білий слон · g5 чорний пішак · f4 чорний король · c3 чорний пішак · e3 чорний пішак · e1 білий король · h1 біла тура | h7 білий слон · g5 чорний пішак · f4 чорний король · c3 чорний пішак · e3 чорний пішак · e1 білий король · h1 біла тура | h7 білий слон · g5 чорний пішак · f4 чорний король · c3 чорний пішак · e3 чорний пішак · e1 білий король · h1 біла тура | h7 білий слон · g5 чорний пішак · f4 чорний король · c3 чорний пішак · e3 чорний пішак · e1 білий король · h1 біла тура | h7 білий слон · g5 чорний пішак · f4 чорний король · c3 чорний пішак · e3 чорний пішак · e1 білий король · h1 біла тура | h7 білий слон · g5 чорний пішак · f4 чорний король · c3 чорний пішак · e3 чорний пішак · e1 білий король · h1 біла тура | h7 білий слон · g5 чорний пішак · f4 чорний король · c3 чорний пішак · e3 чорний пішак · e1 білий король · h1 біла тура | 4 |
| 3 | h7 білий слон · g5 чорний пішак · f4 чорний король · c3 чорний пішак · e3 чорний пішак · e1 білий король · h1 біла тура | h7 білий слон · g5 чорний пішак · f4 чорний король · c3 чорний пішак · e3 чорний пішак · e1 білий король · h1 біла тура | h7 білий слон · g5 чорний пішак · f4 чорний король · c3 чорний пішак · e3 чорний пішак · e1 білий король · h1 біла тура | h7 білий слон · g5 чорний пішак · f4 чорний король · c3 чорний пішак · e3 чорний пішак · e1 білий король · h1 біла тура | h7 білий слон · g5 чорний пішак · f4 чорний король · c3 чорний пішак · e3 чорний пішак · e1 білий король · h1 біла тура | h7 білий слон · g5 чорний пішак · f4 чорний король · c3 чорний пішак · e3 чорний пішак · e1 білий король · h1 біла тура | h7 білий слон · g5 чорний пішак · f4 чорний король · c3 чорний пішак · e3 чорний пішак · e1 білий король · h1 біла тура | h7 білий слон · g5 чорний пішак · f4 чорний король · c3 чорний пішак · e3 чорний пішак · e1 білий король · h1 біла тура | 3 |
| 2 | h7 білий слон · g5 чорний пішак · f4 чорний король · c3 чорний пішак · e3 чорний пішак · e1 білий король · h1 біла тура | h7 білий слон · g5 чорний пішак · f4 чорний король · c3 чорний пішак · e3 чорний пішак · e1 білий король · h1 біла тура | h7 білий слон · g5 чорний пішак · f4 чорний король · c3 чорний пішак · e3 чорний пішак · e1 білий король · h1 біла тура | h7 білий слон · g5 чорний пішак · f4 чорний король · c3 чорний пішак · e3 чорний пішак · e1 білий король · h1 біла тура | h7 білий слон · g5 чорний пішак · f4 чорний король · c3 чорний пішак · e3 чорний пішак · e1 білий король · h1 біла тура | h7 білий слон · g5 чорний пішак · f4 чорний король · c3 чорний пішак · e3 чорний пішак · e1 білий король · h1 біла тура | h7 білий слон · g5 чорний пішак · f4 чорний король · c3 чорний пішак · e3 чорний пішак · e1 білий король · h1 біла тура | h7 білий слон · g5 чорний пішак · f4 чорний король · c3 чорний пішак · e3 чорний пішак · e1 білий король · h1 біла тура | 2 |
| 1 | h7 білий слон · g5 чорний пішак · f4 чорний король · c3 чорний пішак · e3 чорний пішак · e1 білий король · h1 біла тура | h7 білий слон · g5 чорний пішак · f4 чорний король · c3 чорний пішак · e3 чорний пішак · e1 білий король · h1 біла тура | h7 білий слон · g5 чорний пішак · f4 чорний король · c3 чорний пішак · e3 чорний пішак · e1 білий король · h1 біла тура | h7 білий слон · g5 чорний пішак · f4 чорний король · c3 чорний пішак · e3 чорний пішак · e1 білий король · h1 біла тура | h7 білий слон · g5 чорний пішак · f4 чорний король · c3 чорний пішак · e3 чорний пішак · e1 білий король · h1 біла тура | h7 білий слон · g5 чорний пішак · f4 чорний король · c3 чорний пішак · e3 чорний пішак · e1 білий король · h1 біла тура | h7 білий слон · g5 чорний пішак · f4 чорний король · c3 чорний пішак · e3 чорний пішак · e1 білий король · h1 біла тура | h7 білий слон · g5 чорний пішак · f4 чорний король · c3 чорний пішак · e3 чорний пішак · e1 білий король · h1 біла тура | 1 |
|   | a | b | c | d | e | f | g | h |   |

FEN: 8/7B/8/6p1/5k2/2p1p3/8/4K2R
2 Sol

I  1...Bg8 2.Ke4 Rh4+ 3.Kd3 Bh7#

II 1...Rf1+ 2.Kg4 Bf5+ 3.Kh5 Rh1# (MM)
Вступним ходом білий слон залишає поле «h7» і вже не контролює стратегічну лінію, даючи можливість чорному королю зробити два ходи. На фінальному ході білий слон повертається на поле «h7». Аналогічна гра в другій фазі — біла тура залишає поле «h1» і губить контроль вертикалі «h», даючи можливість чорному королю потрапити на цю стратегічну лінію.  На фінальному ході біла тура повертається на поле «h1».
л